# Ibrahim Haznadarević
Ibrahim-efendija Haznadarević (1872 Nevesinje, Osmanská říše – 25. listopadu 1943 Sarajevo, Nezávislý stát Chorvatsko) byl bosenskohercegovský pedagog bosňáckého původu.

## Životopis
V Sarajevu absolvoval ruždii, islámskou základní školu, nato obchodní a učitelskou školu. Jako pedagog působil ve Visokém (1893 nejprve jako pomocný, nato od 1895 jako řádný), Foči (od 1902) a Travniku (druhé národní základní škole, od 1903). Roku 1904 byl umístěn do sarajevské Daru-l-mualliminu, muslimské učitelské přípravky, kde získal místo učitele (na jeho předešlé místo odešel stávající učitel Hajdar Fazlagić) a později od roku 1909 i ředitele (upravitelj). Roku 1913 byla přípravka spojena s medresou zvanou Kuršumlija, načež se školního roku 1919/1920 obě instituce sloučily do Gazi Husrev-begovy medresy. Po spojení škol byl přidělen k zemské vládě v Sarajevu, kde až do odchodu do penze působil jako úředník.